# Region Logon Zachodni
Region Logon Zachodni – jeden z 22 regionów administracyjnych Czadu, znajdujący się w południowej części kraju. Graniczy z regionami: Mayo-Kebbi Ouest, Tandjilé, Logon Wschodni oraz Kamerunem. Nazwa regionu związana jest z rzeką Logon.
Większość (ok. 90%) mieszkańców regionu stanowi lud Ngambay, będący odłamem najliczniejszego w południowym Czadzie ludu Sara. Podstawą utrzymania ludności jest hodowla oraz uprawa bawełny.

## Departamenty
| Departament | Stolica   | Prefektury                            |
| ----------- | --------- | ------------------------------------- |
| Dodjé       | Beinamar  | Beinamar, Laoukassy, Tapol            |
| Guéni       | Krim Krim | Krim Krim, Bao                        |
| Lac Wey     | Moundou   | Deli, Moundou                         |
| Ngourkosso  | Bénoye    | Bebalem, Beladjia, Benoye, Saar Gogne |

## Historia
Region zajmuje tereny dawniejszej prefektury Logon Zachodni, utworzonej 29 stycznia 1969 r. w wyniku podziału prefektury Logon na trzy części: Logon Zachodni, Logon Wschodni i Tandjilé.
Do rangi regionu prefektura Logon Zachodni podniesiona została w wyniku reformy podziału administracyjnego, która weszła w życie w październiku 2002 r. W latach 2002–2008 Logon Zachodni był jednym z 18 regionów, na jakie podzielony był Czad.